# Roland Mesnier

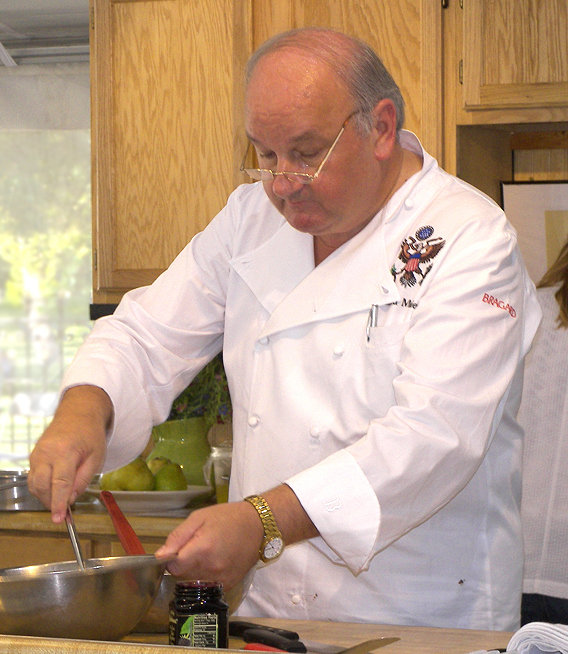
Roland Mesnier (2007)

Roland Mesnier (* 8. Juli 1944 in Bonnay, Frankreich; † 26. August 2022 in Burke, Virginia) war ein französisch-amerikanischer Konditor und Kochbuchautor. Er wurde durch seine Kreationen während seiner 25-jährigen Anstellung als Chefkonditor im Weißen Haus bekannt.

## Leben
Mesnier wurde 1944 als Sohn einer Eisenbahnerfamilie in dem französischen Dorf Bonnay geboren. Mit seinen acht Geschwistern wuchs er unter ärmlichen Verhältnissen auf. Um „nie wieder Hunger haben“ zu müssen, entschied er sich mit zwölf Jahren für den Konditorberuf. Einen Einblick in den Beruf bekam er in der Bäckerei seines Bruders.

### Ausbildung und Beruf
Mit vierzehn begann er die Ausbildung in einer Konditorei in Besançon. Mit 17 Jahren beendete er seine Ausbildung und begann in einer Pariser Bäckerei in der Nähe der Pariser Oper zu arbeiten. Da seiner Meinung nach das französische Konditoreihandwerk stagnierte, ging er auf Anraten seines Chefs nach Deutschland. Er arbeitete in der Opernkonditorei von Hannover und später bei der Konditorei Kranke in Hamburg-Altona. Dort erlernte er u. a. die Zubereitung von Dresdner Stollen, Marzipan, Makronen, Bienenstich, Baumkuchen. Zusätzlich erlernte er die deutsche Sprache.
Um Englisch zu lernen, wollte er im Savoy Hotel in London arbeiten, wurde vorher aber noch für 18 Monate Militärdienst einberufen. Danach begann er im Savoy zu arbeiten. Mit 23 Jahren zog er nach Bermuda und nahm eine Anstellung im Princess Hotel International an. In dieser Zeit lernte er die US-Amerikanerin Martha kennen, die er später heiratete und mit der er einen Sohn bekam. Nach sechs Jahren zog er zurück nach Paris und wurde Chef-Pâtissier im Hotel George V. Bald danach nahm er eine Anstellung als gemeinsamer Küchenchef von neun Hotels an. Um wieder in der Küche zu arbeiten, ging er 1976 in die USA und arbeitete im Homestead Hotel in North Spring, Virginia.

### Das Weiße Haus
1979 teilten Gäste des Homestead Hotels, die die Präsidentenfamilie kannten, Mesnier mit, dass die Präsidentengattin Rosalynn Carter einen Chefkonditor suche. Daraufhin bewarb er sich und die First Lady engagierte ihn nach einem Interview als Executive Pastry Chef. Als neuer Chef-Pâtissier schaffte er die Gewohnheit ab, dass die Nachspeisen vom Partyservice geliefert wurden. Während seiner Zeit wurden alle Desserts im Weißen Haus frisch zubereitet und kein Dessert zweimal serviert. Insgesamt kreierte er die Nachspeisen für fünf Präsidenten-Administrationen: Jimmy Carter, Ronald Reagan, George H. W. Bush, Bill Clinton und George W. Bush. Nach 25-jähriger Tätigkeit für das Weiße Haus ging er am 30. Juli 2004 in den Ruhestand.

### Ruhestand
Mesnier lebte in Burke im nördlichen Virginia in einer Villa, die wie ein französisches Landhaus eingerichtet ist. Dort starb er am 26. August 2022 im Alter von 78 Jahren an den Folgen einer Krebserkrankung.

## Werke
- Dessert University. Simon & Schuster, 2004, ISBN 0-7432-2317-9 (engl.) (mit Lauren Chattman)
- Sucré d’Etat. Docs Temoignag, Flammarion 2006, ISBN 2-08-068789-1 (franz.) (mit Christian Malard)